# Los Lavaderos, Delstaten Mexiko
Los Lavaderos är en ort i Mexiko.   Den ligger i kommunen Tenango del Valle och delstaten Mexiko, i den sydöstra delen av landet, 60 km sydväst om huvudstaden Mexico City. Los Lavaderos ligger 2 662 meter över havet och antalet invånare är 266.
Terrängen runt Los Lavaderos är kuperad, och sluttar söderut. Runt Los Lavaderos är det tätbefolkat, med 397 invånare per kvadratkilometer. Närmaste större samhälle är Tenango de Arista, 7,0 km nordväst om Los Lavaderos. I omgivningarna runt Los Lavaderos växer huvudsakligen savannskog.